# デジタル・アンダーグラウンド
デジタル・アンダーグラウンド（Digital Underground）はアメリカのラップ/ヒップホップグループ。1987年、カリフォルニア州オークランドでショック・G（Shock G）とチョップマスターJ（Chopmaster-J）を中心に結成。1990年、デビューアルバム『セックス・パケッツ』をリリース。パーラメントなどジョージ・クリントンのPファンク軍団の曲をバック・トラックに使用することも多く、音楽業界でPファンクの後継者的な見方もされた。一時期は2パックをメンバーに迎えていた。「ザ・ハンプティー・ダンス」は1990年にソウル・チャートでヒットを記録した。
1991年の「This Is an EP Release」は、ダン・エイクロイド、チェビー・チェイス、デミ・ムーア、ジョン・キャンディが出演した映画『ナッシング・バット・トラブル』に、「セイム・ソング」など2曲がフィーチャーされた、RIAAゴールド認定のデジタルアンダーグラウンドの2枚目のリリースである。セイム・ソングは、1991年にソウル・チャートでヒットした。『サンズ・オブ・ザ・P』には、ボニ・ボイヤーが、『ザ・ボディハット・シンドローム』にはSaafirとクリーが参加している。ショック・Gは、2021年に57歳で死去。21世紀に入ってからも、マネーB、ヤング・ハンプの二人で活動している。

## メンバー
- ショック・G（Shock G）2021年死去
- マネーB（Money-B）
- DJ・フューズ（DJ Fuze）
- チョップマスターJ（Chopmaster-J）
- 2pac (MCニューヨーク名義) 1996年死去（狙撃事件後に死去）
- Jビーツ
- ヤング・ハンプ
- ボニ・ボイヤー
- Saafir
- クリー

## ディスコグラフィ

### アルバム
- セックス・パケッツ - Sex Packets （1990年）
- ディス・イズ・アン・EP・リリース - This Is An EP Release （1991年）
- サンズ・オブ・ザ・P - Sons of the P （1991年）
- ザ・ボディハット・シンドローム - The Body-Hat Syndrome （1993年）
- フューチャー・リズム - Future Rhythm （1996年）
- フー・ゴット・ザ・グラヴィー? - Who Got The Gravy? （1998年）
- ザ・ロスト・ファイルズ - The Lost Files （1999年）
- ..Cuz a D.U. Party Don't Stop! (2008年)

### コンピレーション
- ノー・ノーズ・ジョブ:ザ・レジェンド･オブ・デジタル・アンダーグラウンド - No Nose Job: The Legend of Digital Underground （2001年）
- プレイウォッチャライク:ザ・レジェンド･オブ・デジタル・アンダーグラウンド - Playwutchyalike: The Best of Digital Underground （2003年）